# Acapnolymma sulcaticeps
Acapnolymma sulcaticeps är en skalbaggsart som först beskrevs av Maurice Pic 1923.  Acapnolymma sulcaticeps ingår i släktet Acapnolymma och familjen långhorningar.
Artens utbredningsområde är Laos. Inga underarter finns listade i Catalogue of Life.